# Brönnestad
Brönnestad är kyrkbyn i Brönnestads socken i Hässleholms kommun i Skåne, belägen söder om Tormestorp. Från 2015 till 2020 och åter från 2023 avgränsade SCB här en småort.
Här ligger Brönnestads kyrka